# 卡拉巴什水庫
卡拉巴什水庫是俄羅斯的水庫，由韃靼斯坦共和國負責管轄，長8.7公里、寬1.1公里，面積7.59平方公里，集水區面積750平方公里，海拔高度137.6米，湖岸線長度24公里，平均水深7.2米。
54°41′55″N 52°39′58″E / 54.69861°N 52.66611°E